# Писарі Руської канцелярії
Писарі Руської канцелярії — писарі підрозділу Канцелярії Коронної та писарі установ шляхетського судочинства українських земель у складі Речі Посполитої. Писар (лат. notarius) — одна з важливих посад у структурі канцелярій великокнязівської та королівської (коронної), а після Люблінської унії — Руської, створеної для обслуговування українських земель в межах нового державного утворення — Речі Посполитої. Входив до номенклатури земських урядів (пол. urzędy, лат. officia), складеної королівським секретарем М. Кромером. На руських землях перша згадка про писаря датується 1423 в Холмській землі.

## Історія
Канцелярії були важливими ланками державного управління, у них зосереджувався весь комплекс державної документації. Канцлер і підканцлер, які очолювали канцелярії, формували кожен при собі свою окрему групу писарів, котрі постійно перебували при них. П. повинен був добре знати тогочасне право та володіти стилем і вмінням написання документів, оскільки до писарських функцій належали підготовка листів та різноманітних документів, підґрунтям яких мали бути сеймові ухвали і різного роду державні постанови, а також ведення канцелярських книг. Одному П., як правило, доручалося ведення одночасно не більше однієї книги — метрики (див. Литовська метрика, Руська метрика). Подеколи писарі використовувались як перекладачі (тлумачі) під час переговорів або зустрічей короля чи канцлера з іноземними послами. Постійної платні писарі Руської канцелярії не отримували, проте за свою працю вони одержували королівське надання на маєтки та війтівства, право збирання тих чи інших податків, а також грошову винагороду від клієнтів за отримання канцелярських послуг: складання документів, вписування їх до книг метрики, підготовку виписів із метрикальних книг тощо. Особливе становище в канцелярії займав декретовий писар, якого призначав особисто король, оскільки головним його завданням була підготовка вироків королівських та сеймового судів. Як і королівські секретарі, усі писарі, у т. ч. й декретовий, складали присягу щодо неухильного та чесного виконання своїх обов’язків. Протягом майже всього періоду існування канцелярії Руської метрики писарі були одночасно і королівськими секретарями (лат. sekretari scribentes). Їхні функції не відрізнялися від функцій коронних секретарів, але територія їхньої діяльності обмежувалась українськими воєводствами. При писарях у канцеляріях працювало певне число підписків (лат. scribae), які безпосередньо й виконували основну канцелярську працю, зокрема перепис документів начисто, вписування їх до метрикальних книг, підготовку виписів із них тощо. Число їх було різним і залежало від обсягів діловодства, але всю відповідальність за правильність записів ніс П. Оскільки керівники канцелярії, як правило, не володіли руською діловою мовою, на підписків практично покладався переклад із польської мови на руську адресованих до урядників українських воєводств документів, особливо декретів королівських і сеймового судів. Серед відомих королівських секретарів та писарів Руської канцелярії були Василь Древинський, Лаврин Пісочинський та Захар Єловицький. Наслідком діяльності Руської канцелярії як структурного підрозділу королів. канцелярії, компетенція якої поширювалася на Брацлавське, Волинське, Київське і Чернігівське воєводства протягом 1569—1673, постали книги т. зв. Руської (Волинської) метрики.
Посади писарів входили також до складу шляхетських судових установ: гродських судів і земських судів, де писар разом із суддею і підсудком становили судовий «вряд» земський або гродський. Проте оскільки гродський суд був судом адміністративного підпорядкування, то писар, як і інші судові врядники цього суду, призначався старостою (див. Староство).
На відміну від гродського суду земський суд займав виняткове місце в судовій системі, як незалежний від адміністрації, його склад, у т. ч. й писар, обирався зем’янами повіту і лише затверджувався королем. Претенденти на земські посади, у т. ч. на уряд писаря, мали належати до шляхетського стану, бути осілими (лат. possesionati), тобто мати земельну власність у тій адміністративно-територіальній одиниці, до якої цей уряд належав.
Територіальним критерієм Пйотрковський сейм 1562—63 визнав воєводство і землю в його складі (якщо воєводство поділялося на землі), отже, осілість не мала повітового характеру. Слідкувати, щоб земський уряд не обіймали обманом люди, які не мали маєтків.
Відповідно до 2-го Литовського статуту (1566; див. Статути Великого князівства Литовського) повітова шляхта мала вибрати на писарство чотирьох кандидатів шляхетського роду, знаючих право, осілих в повіті, і віри християнської, з яких король затверджував одного. Після цього П., як і суддя та підсудок, мав скласти присягу, текст якої визначався 4-м розділом Литовського статуту. Він зобов’язувався точно вписувати в книги судові свідчення сторін, рішення суду. Свої уряди врядники тримали до самої смерті або до вищого призначення. У разі смерті когось із членів суду, у т. ч. й П., ті, хто залишився при своїх урядах, повинні були повідомити воєводу, за 3-м Литовським статутом (1588) — короля, а вже за його відсутності — воєводу. Після отримання дозволу короля (за його відсутності — воєводи або каштеляна) вони мали оголосити про зібрання всіх шляхетських обивателів повіту для обрання замість померлого 4-х осіб, одну з яких затверджував король.
Писарі як гродського, так і земського судів мали записувати всі позови й вести справи руською мовою. За здійснення своїх функцій гродський і земський писарі одержували грошову винагороду: по 1 грошу за вписування позову в книги; виписи з книг; 2 гроші за виписи рішення суду, коли позов відсуджений. Литовський статут дозволяв писарю мати підписків, скільки йому потрібно, проте він повинен був ретельно стежити за їхньою роботою, оскільки саме на нього покладалась особиста відповідальність за правильність усіх записів. За Литовським статутом, у віданні писаря була гербова печатка, якою мали бути завірені всі позови. Він обов’язково підписував судові виписи та декрети. У писаря перебував один із 3-х ключів, якими після закінчення судових процесів замикалися книги у «скринях моцних» за 3-ма замками.
Литовський статут захищав писаря, як і інших судових урядників, від зазіхань на їхню честь і життя: у разі словесного зневаження винний повинен був відсидіти 6 тижнів в ув’язненні, а в разі поранення або забиття — скараний на смерть. Так само, як і інші члени судового уряду, писар також був зобов’язаний дотримуватися порядку і пристойної поведінки. У разі словесної образи писарем когось під час судового засідання король міг присудити його до ув’язнення строком на 6 тижнів, а в разі вчинення ґвалтовних дій — навіть до смертного покарання.
Свого писаря мав також підкоморський суд, створений для розгляду межових і земельних суперечок. Як правило, писар цього суду був особистим служебником підкоморія, щоправда, шляхетського походження.

## Список писарів
| 1569—1574            |  | Євтик Васильович Висоцький                    | відповідальний за ведення книги В-2.                                                                                      |
| 1569—1586, 1589—1591 |  | Лаврин Гнівошович Пісочинський                | відповідальний заведення семи книг PM (А-1, С-3, D-4, Е-5, F-6, Н-8 ,1-9).                                                |
| 1576—1593            |  | Яким Висоцький                                | відповідальний за ведення двох книг PM (XD, КВ).                                                                          |
| 1583—1619            |  | Флоріан Семенович Олешко                      | відповідальний за ведення шести книг PM (Gc7, L-11, N-13, XF, Q-15, S-17).                                                |
| 1586—1589            |  | Миколай Васьковський                          | відповідальний за ведення фрагменту однієї книги PM (К-10).                                                               |
| 1594—1629            |  | Захар Савович Єловицький                      | відповідальний за ведення трьох книг повністю (М-12, 0-14, Т-18) і двох частково (W-20, Х-21).                            |
| 1601—1602            |  | Каспер Міхаловський                           | |
| 1609                 |  | Олександр Олешкович Крупецький                | відповідальний за ведення двох книг PM (XD, КВ).                                                                          |
| 1609—1616            |  | Ян Марцинкевич                                | відповідальний за ведення двох книг PM (Р, R-16).                                                                         |
| 1616—1626            |  | Криштоф-Щасний Михайлович Мокосій-Баковецький | відповідальний за ведення однієї книги PM (V-19).                                                                         |
| 1631—1652            |  | Ян Бедерман                                   | відповідальний за ведення трьох книг PM (Zс23, ХС, ВС); під його наглядом були написані перші сім документів книги SB-24. |
| 1653—1673            |  | Стефан Казимир Ганкевич                       | відповідальний за ведення книги SB-24.                                                                                    |

## Список підписків[d]
| невідомо             |  | Антон(?) Конинський              | відомий з діловодного запису в книзі N-13; працював під керівництвом Ф. Олешка. |
| 1603—1604            |  | Геронім Яцкович Пашинський       | працював під керівництвом З. Єловицького.                                       |
| 1605                 |  | Олександр Макарович Ледуховський | працював під керівництвом З. Єловицького.                                       |
| січень, квітень 1614 |  | Вацлав Олешко                    |                                                                                 |
| 1618                 |  | Марцін Коєвич                    | працював під керівництвом Ф. Олешка.                                            |
| 1619—1620            |  | Ян Олізарович Єрлич              |                                                                                 |
| 1620-ті              |  | Антоній Михайлович Баковецький   |                                                                                 |
| 1629                 |  | N Кратович                       | працював під керівництвом З. Єловицького.                                       |
| квітень 1631         |  | Ян Станішевський                 | працював під керівництвом Я. Бедермана.                                         |
| 1630-ті—1640-ві      |  | Базиль Лехович                   |                                                                                 |
| лютий 1637           |  | N Страхоцький                    | працював під керівництвом Я. Бедермана.                                         |
| 1642—1647            |  | Самуель Фляка                    | працював під керівництвом Я. Бедермана                                          |
| кінець 1646          |  | N Рибчинський                    | працював під керівництвом Я. Бедермана.                                         |
| березень 1652        |  | N Желіговський                   | працював під керівництвом Я. Бедермана.                                         |

Крім вищезгаданих підписків на сьогодні загадковою залишається особа Іоанна Боярського, який вказав себе в маргінальному записі від 9 травня 1661 р. в одній з книг Руської метрики за 1582-1583 рр. (SB-24) як писар “метрики рускои мєишєи канцєлларии”.